# Robert Oppenheimer
Julius Robert Oppenheimer (ur. 22 kwietnia 1904 w Nowym Jorku, zm. 18 lutego 1967 w Princeton) – amerykański fizyk, profesor na Uniwersytecie Kalifornijskim w Berkeley, dyrektor naukowy Projektu Manhattan – trwającego w czasie II wojny światowej przedsięwzięcia, mającego na celu opracowanie pierwszej broni atomowej. Z tego powodu jest nazywany ojcem bomby atomowej.
Po wojnie Oppenheimer był głównym doradcą nowo utworzonej Komisji Energii Atomowej i używał swojej pozycji do walki na rzecz międzynarodowej kontroli energii atomowej oraz zapobiegania wyścigowi zbrojeń atomowych z ZSRR. Z powodu swoich poglądów w tej sprawie, a także przedwojennych silnych powiązań z ruchem komunistycznym, został pozbawiony dostępu do tajnych dokumentów państwowych w trakcie publicznego, politycznego procesu w 1954 roku. Po tym wydarzeniu kontynuował swoją działalność, pisząc i prowadząc wykłady. Poświęcił też więcej czasu pracy naukowej. Dopiero dziesięć lat później prezydent John F. Kennedy przyznał mu Nagrodę Enrica Fermiego, politycznie rehabilitując go w ten sposób.
Do jego największych osiągnięć naukowych można zaliczyć:
- opis teoretyczny procesu Oppenheimera-Phillips,
- przybliżenie Borna-Oppenheimera,
- rozwinięcie teorii tunelowania kwantowego,
- rozwinięcie teorii relatywistycznej mechaniki kwantowej,
- rozwinięcie kwantowej teorii pola,
- rozwinięcie teorii czarnych dziur i promieniowania kosmicznego,
- prace nad elektronami i pozytonami.

Oppenheimer założył amerykańską szkołę fizyki teoretycznej. Był dyrektorem Institute for Advanced Study i pracował jako starszy profesor fizyki teoretycznej (stanowisko zajmowane wcześniej przez Alberta Einsteina).

## Życiorys

### Dzieciństwo i młodość
Najstarszy syn niemieckich Żydów, Juliusa Oppenheimera i Ellie Friedman. Jego ojciec był zamożnym importerem wyrobów włókienniczych. Wyemigrował z Niemiec do USA w 1888 roku. Matka była malarką.
W latach 1911–1921 uczęszczał do Ethical Culture School, szkoły silnie ukierunkowanej na kształtowanie postawy etyczno-humanistycznej uczniów. Żądny nauki i wiedzy, łatwo przyswajał materiał. Prywatnie uczył się języków starożytnych, a także chemii. Jako dziewięciolatek znał grekę i łacinę. Zbudował własne laboratorium chemiczne, w którym – pod kierunkiem nauczyciela – przeprowadzał eksperymenty, prowadząc szczegółowy dziennik laboratoryjny. Po ukończeniu szkoły udał się do Niemiec, skąd wybrał się do Jachymowa, gdzie znajdowały się największe w Europie kopalnie uranu. Oppenheimer był zafascynowany tym pierwiastkiem. Problemy zdrowotne, które się pojawiły w czasie podróży europejskiej, spowodowały roczne opóźnienie rozpoczęcia studiów.
W 1922 roku rozpoczął studia na Uniwersytecie Harvarda, wybierając jako główny przedmiot chemię, ale potem, za namową Percy’ego Bridgemana, zainteresował się fizyką. Poza chemią jednocześnie uczęszczał na zajęcia z architektury greckiej, sztuki i literatury. W 1925 roku ukończył studia z wyróżnieniem (summa cum laude).
Po studiach znów udał się do Europy. Dostał tu pracę w laboratorium Cavendisha, na Uniwersytecie w Cambridge, pod kierunkiem Josepha Johna Thomsona. Okazał się jednak niezręcznym eksperymentatorem, co powodowało częste okresy depresji. W Cambridge odbywały się w tych latach częste konferencje fizyków. Na jednej z nich Rutherford przedstawił młodego uczonego Nielsowi Bohrowi. To spotkanie utwierdziło Oppenheimera w przekonaniu, że fizyka to najlepszy wybór. W związku z tym w 1926 roku przeniósł się na uniwersytet w Getyndze, by kontynuować naukę pod kierunkiem Maxa Borna. Getynga była wtedy światowym centrum fizyki teoretycznej i Oppenheimer został przedstawiony wielu słynnym fizykom, takim jak Werner Heisenberg, Pascual Jordan, Wolfgang Pauli, Enrico Fermi i Edward Teller, a poznany jeszcze w Cambridge Paul Dirac zamieszkał nawet w tym samym domu.
W 1927 roku, w wieku 22 lat, otrzymał doktorat. W tym czasie opublikował ponad tuzin prac naukowych, które były ważnym wkładem w rozwój teorii kwantowej. Najważniejszym osiągnięciem z tamtego czasu było opracowanie przybliżenia Borna-Oppenheimera.

### Praca zawodowa

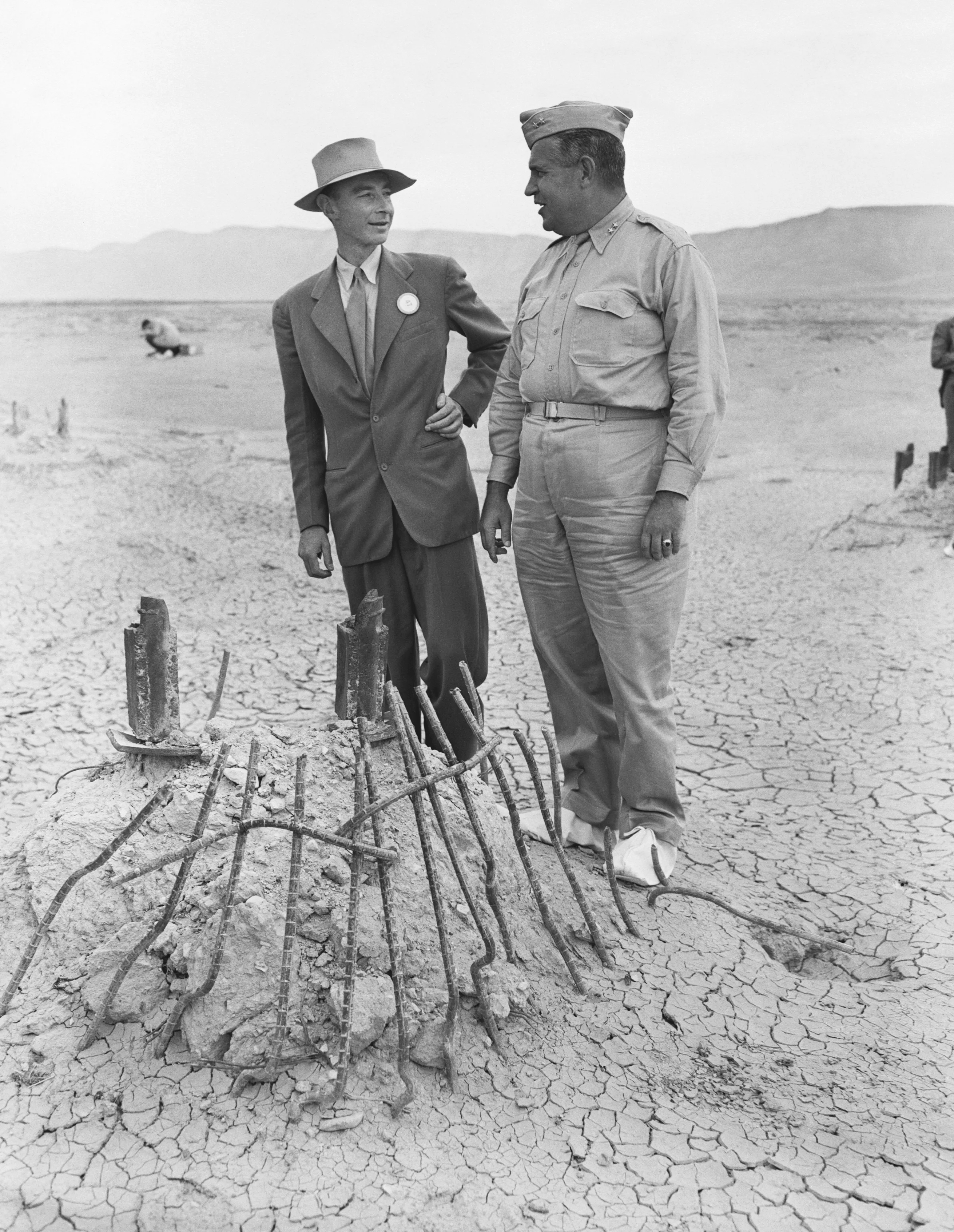
Oppenheimer (po lewej) z gen. Grovesem przy szczątkach wieży w punkcie zero testu Trinity – wrzesień 1945

W czerwcu 1927 roku powrócił do USA. Do końca tego roku pracował na Harvardzie, a od 1928 w California Institute of Technology w Pasadenie. Pracując na Caltech nawiązał współpracę z Linusem Paulingiem, zajmującym się badaniami nad naturą wiązań chemicznych. W tym samym roku zaczął mieć poważne kłopoty zdrowotne (podejrzenie gruźlicy) i dlatego latem wybrał się wraz z młodszym bratem, Frankiem, na dłuższy wypoczynek w górach Nowego Meksyku – na ranczo Perro Caliente. Oppenheimerowie dzierżawili je później przez wiele lat, a w 1947 kupili. Jeszcze jesienią tego samego roku Julius Robert wyjechał do Lejdy (Holandia), na zaproszenie Paula Ehrenfesta.
Do USA powrócił w 1929 roku, obejmując etat profesorski na Uniwersytecie Kalifornijskim w Berkeley. W tym czasie pracował i przyjaźnił się również z Ernestem Lawrence’em i zespołem fizyków, pracujących z pierwszymi cyklotronami, pomagając w interpretacji danych, dostarczanych przez tę maszynę w Radiation Laboratory. W latach 30. zainteresował się też astrofizyką, co zaowocowało kilkoma istotnymi publikacjami. Współpracował również z Wolfgangiem Paulim, rozwijając teorię kwantową i szlifując swoje umiejętności matematyczne.
W maju 1942 roku otrzymał zaproszenie do wzięcia udziału w obliczeniach, związanych z powstającym właśnie projektem amerykańskiej bomby atomowej, który znany jest pod późniejszą nazwą Projekt Manhattan. Wojskowym "sterem" programu został generał Leslie R. Groves Jr., który wiedząc o zdolnościach organizacyjnych oraz bardzo szerokich zainteresowaniach Oppenheimera, zaproponował mu objęcie stanowiska szefa naukowego projektu. W czasie wspólnej wyprawy do Nowego Meksyku wybrali w okolicach Los Alamos odpowiednie miejsce, aby rozpocząć budowę tajnego kompleksu wojskowego. Zgodnie z nakreślonym przez Oppenheimera planem organizacyjnym, utworzono cztery wydziały naukowe: Fizyki Teoretycznej, Fizyki Eksperymentalnej, Chemii i Metalurgii oraz Materiałów Wybuchowych. W zasadzie wszystko było już przygotowane, ale pojawił się nagle, zgłoszony przez kontrwywiad, problem związany z przeszłością Oppenheimera. Chodziło głównie o to, że przed wojną utrzymywał on częste i szerokie kontakty z członkami partii komunistycznej. Kontrwywiadowi były też znane dość radykalne wypowiedzi świeżo powołanego dyrektora, dotyczące kwestii czysto politycznych. Wydawało się, że sytuacja jest patowa. Decyzję ostateczną podjął gen. Groves, który 20 lipca 1943 roku podpisał dokument, zalecając w nim „niezwłoczne wyrażenie zgody na zatrudnienie Juliusza Roberta Oppenheimera, bez względu na informacje posiadane na jego temat”.
Victor Weisskopf, wspominając czas pracy nad Projektem Manhattan, określił Oppenheimera jako nietypowego szefa, który nigdy nie kierował zza biurka. Był obecny wszędzie, uczestniczył czynnie w pracach wszystkich grup badawczych. Takimi działaniami wzbudzał w pracownikach entuzjazm i podsycał atmosferę twórczej pracy. To właśnie decyzją Oppenheimera zespół, zajmujący się konstrukcją bomby, zmienił technologię detonacji z metody działa na metodę implozyjną.
Gigantyczny wysiłek zespołu dał w efekcie projekt eksperymentalnej bomby plutonowej, znanej pod kryptonimem „Gadżet”. Został on ostatecznie zatwierdzony na specjalnym spotkaniu u Oppenheimera 28 lutego 1945 r.. Punktem kulminacyjnym Projektu Manhattan była udana detonacja bomby atomowej 16 lipca 1945 roku, w ramach eksperymentu Trinity.
Za swoje zasługi w rozwoju amerykańskiej broni atomowej został odznaczony Medalem za Zasługi przez prezydenta Trumana.

### Okres powojenny

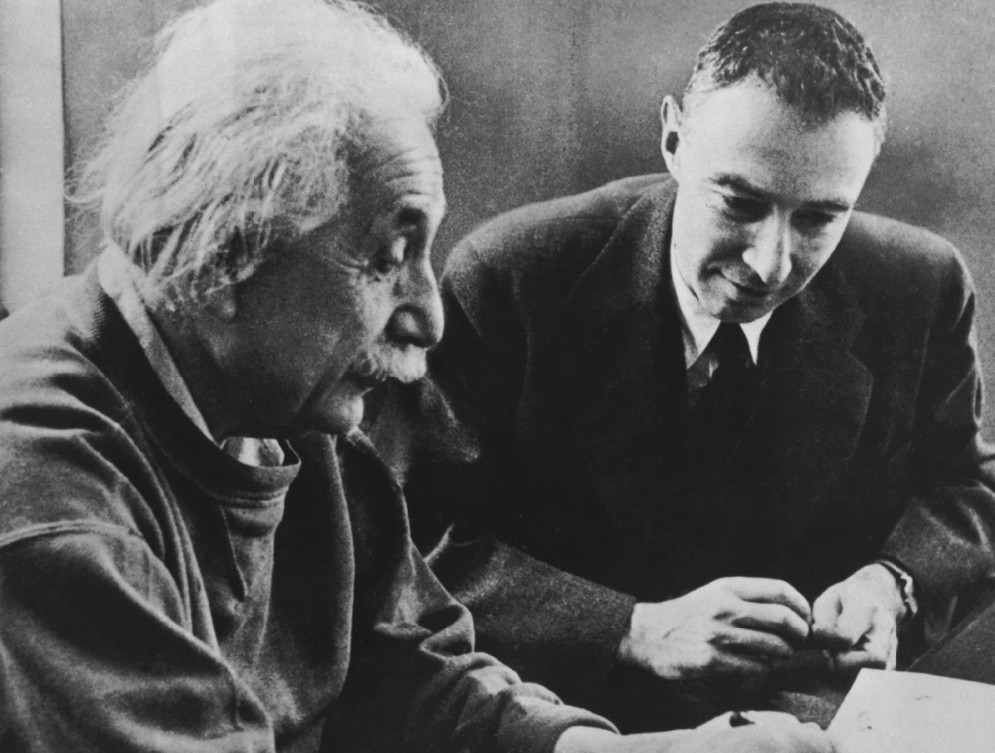
Albert Einstein i Oppenheimer w Institute for Advanced Study (ok. 1950)

W 1946 roku Oppenheimer wystąpił z projektem międzynarodowej kontroli wykorzystania energii jądrowej. Będąc od roku 1946 przewodniczącym komitetu doradczego Komisji Energii Atomowej USA, odnosił się z rezerwą do budowy bomby wodorowej. W 1947 roku przyjął propozycję Lewisa Straussa i został dyrektorem Institute for Advanced Study w Princeton, którą to funkcję sprawował aż do roku 1966. Kilkakrotnie zorganizował w Nowym Jorku konferencje naukowe fizyków. Spotkania te pozwoliły na nowo włączyć się uczonym w nurt prac ściśle teoretycznych.

## Życie prywatne
Był ateistą. Stał się znany jako założyciel amerykańskiej szkoły fizyki teoretycznej. Miał opinię erudyty, osoby zdolnej i lotnej oraz szeroko patrzącej na naukę. Interesował się językami oraz filozofią Wschodu. Jednakże był niestabilny emocjonalnie i skłonny do depresji. Raz zwierzył się bratu: „Potrzebuję fizyki bardziej niż przyjaciół”.
W 1957 roku kupił małą posiadłość na wyspie Saint John na Karaibach. Spędzał tam dużo czasu, żeglując po okolicznych wodach z żoną i córką.
Początkowo nie przejawiał zainteresowania polityką, nie czytał gazet, nie słuchał radia i nie miał telefonu. Przyjaciele podejrzewali go o skłonności autodestrukcyjne. Jego współpracownicy postrzegali go albo jako powściągliwego geniusza i ascetę, albo jako pretensjonalnego i niepewnego siebie pozoranta. Studenci prawie zawsze zaliczali się do tych pierwszych, często przejmując jego styl bycia, i zwyczaj czytania tekstów w oryginalnych językach.

## Śmierć
Będąc nałogowym palaczem papierosów, zmarł w wieku 62 lat na raka. Po śmierci ciało Oppenheimera zostało skremowane, a prochy zabrane przez żonę Kitty do ich posiadłości na Wyspach Dziewiczych, gdzie urna została wrzucona do morza.

## Film
- Oppenheimer – film biograficzny z 2023 r. w reżyserii Christophera Nolana, z Cillianem Murphym w roli głównej